# الخطبة الخالية من الراء
الخطبة الخالية من الراء هي خطبة بدون حرف الراء، نُسبت إلى واصل بن عطاء،

## نص الخطبة
| ” | الحمد لله القديـم بلا غاية، والباقي بلا نهاية، الذي علا في دنوه، ودنا فــي علـوه، فـلا يحويـه زمـان، ولا يحيـط به مكـان، ولا يؤوده حفظ ما خلق، ولــم يخلقه على مثال سبق، بل أنشأه ابتداعـاً، وعدله اصطناعــاً، فأحسن كـل شيء خلقه، وتمم مشيئته، وأوضح حكمته، فدل على ألوهيته، فسبحانه لا معقـب لحكمـه، ولا دافع لقضائــه، تواضع كـــلّ شيءٍ لعظمته، وذل كــل شيء لسلطانه، ووسع كل شيء فضلــه، لا يعـزب عنــه مثقــال حبةٍ وهو السميــع العليم، وأشهد ألا إله إلا الله وحــده لا مثيــل له، إلهــاً تقدسـت أسماؤه، وعظمــت آلاؤه، علا عــن صفات كل مخلوق، وتنزه عن شبه كـل مصنــوع، فلا تبلغـه الأوهـام ولا تحيط به العقول ولا الأفهام، يُعصى فيحلم، ويُدعى فيسمــع، ويقبـل التوبة عن عباده ويعفــو عن السيئــات ويعلم مـا يفعلون، وأشهــد شهــادة حــق وقولَ صــدق بإخلاص ونيــة، وصدق طوية، أن محمــد بن عبــدالله عبــده ونبيــه، وخالصتـه وصفيّـه، ابتعثـه إلى خلقه بالبينات والهدى ودين الحق فبلغ مألكته، ونصح لأمته، وجاهد في سبيله، لا تأخذه في الله لومــة لائـم، ولا يصـده عنه زعم زاعم، ماضياً على سنته، موفيـاً علـى قصده، حتـى أتاه اليقيـن، فصلـى الله علـى محمـد وعلى آل محمـد أفضـل وأزكـى، وأتم وأنمـى، وأجـل وأعلى صلاة صلاها على صفوة أنبيائه، وخالصته ملائكته، وأضعاف ذلك، إنه حميد مجيد. أوصيكم عباد الله مع نفسي بتقوى الله والعمل بطاعته والمجانبة لمعصيته، فأحضكـم على ما يدنيكـم منـه، ويزلفكــم لديـه، فإن تقـوى الله أفضــل زاد، وأحسن عاقبة في معاد، ولا تلهينكم الحياة الدنيا بزينتها وخُدعها، وفواتــن لذاتها، وشهوات آمالها، فإنها متاع قليل، ومدة إلى حين، وكل شيء منهـا يزول، فكم عانيتم من أعاجيبها، وكم نصبت لكم من حبائلها، وأهلكت ممن جنح إليها واعتمد عليها، أذاقتهم حلواً، ومزجت لهم سماً. أين الملــوك الذين بنوا المدائـن، وشيـدوا المصانـع، وأوثقـوا الأبـواب، وكثفوا الحجاب، وأعدوا الجياد، وملكوا العباد، واستخدموا التلاد، قبضتهم بمخالبها، وطحنتهم بكلكلها، وعضتهم بأنيابها، وعاضتهم عن السعة ضيقاً، ومن العــز ذلاً، ومن الحياة فناءً، فسكنوا اللحود، وأكلهم الــدود، وأصبحـوا لا تعايـن إلا مساكنهم، ولا تجد إلا معالمهم، ولا تحس منهم من أحـد ولا تسمــع لهــم نبساً. فتزودوا عافاكم الله فإن أفضل الزاد التقوى، واتقوا الله يا أولي الألباب لعلكم تفلحون. جعلنا الله وإياكم ممن ينتفع بمواعظــه، ويعمـل لحظــة وسعادتــه، وممن يستمع القول فيتبع أحسنه، أولئك الذين هداهم الله وأولئك هم أولو الألباب. إن أحسـن قصـص المؤمنيـن، وأبلـغ مواعـظ المتقيـن كتاب الله الزكية آياته، الواضح بيناته، فإذا تلي عليكم فاستمعوا له وأنصتوا لعلكم تهتدون.. أعـــوذ بالله القوي من الشيطان الغــوي، إن الله هـو السميــع العليــم، بســم الله الفتـاح المنــان {قُلْ هُوَ اللَّهُ أَحَدٌ (1) اللَّهُ الصَّمَدُ (2) لَمْ يَلِدْ وَلَمْ يُولَدْ (3) وَلَمْ يَكُنْ لَهُ كُفُواً أَحَدٌ (4) }. نفعنا الله وإياكـم بالكتـاب الحكيم، وبالآيات والوحـي المبين، وأعاذنا وإياكم مـن العــذاب الأليـم، وأدخلنــا وإياكـم جنـات النعيـم، أقـول مــا به أعظكم، وأستعتب الله لي ولكم. | “ |